# 生日数字效应
生日数字效应（英語：Birthday-number effect），是日本心理學家北山忍与唐澤真弓于1997年率先提出的概念，指人在潛意識层面更偏爱生日包含的数字。该效应不受年龄与性别影响，对大于12的数字尤为显著。
人普遍认同自我，生日与自我关系密切，哪怕数字出现的场合多种多样，各人也会对生日数字青眼相看。缺乏自爱、自尊的人往往不受生日数字效应影响。科学家还发现效果类似的姓名字母效应，人往往更喜欢姓名包含的字母。两种效应联系紧密、相辅相成。心理评估以数字偏好任务判断内隐自尊。
证据表明生日数字效应确会影响现实生活决策。实验室研究表明，商家只需暗中操纵、令价格与目标客户的生日数字相符就能提升成交機率。另有研究表明以生日年份定价无此功效。产品喜好研究表明，自尊心比较强的客户如果发现产品无意间包含生日数字或姓名字母，往往会对商品更有好感。部分实地调查研究考量生日数字效应对选择居住地等重大生活决策的影响，但研究方法和方向颇具争议。

## 背景
历史上各个社会往往都有所谓特殊数字。古罗马认为“七”很吉利，瑪雅文明把“13”视为神圣数字，现代日本人送礼时为求幸运往往送出三件、五件或七件礼品。“六”、“八”是中国的吉利数字，同时尽能避开“四”。西方文化大多认为13不祥，“十三恐懼症”由此而生。
研究员迪茨1933年率先开展数字对照实验，请荷兰人从0到99选出想到的第一个数字。选七的受访者最多，与后来其他国家的同类实验一致。研究表明七还是许多人最喜欢的数字。《衛報》专栏作家亚历克斯·贝洛斯开展的在线调查吸引世界各地三万多人递交数字，次数最多的仍然是七。一百以下每个数字至少入选一次，一千以下近半入选。市场研究员金和贾尼斯泽夫斯基以不同方法调查数字偏好，他们向大学本科生展示随机数字，请对方马上回答是否喜欢或保持中立。喜欢100的比例最高，达七成，不喜欢的仅半成，比例最低。喜欢1至20的受访者比大于20的数字多九个百分点，喜欢乘法表结果数字——如2×2得4，10×10得100——的本科生比其他数字多一成五。研究人员认为数字偏好受思维流畅程度影响很大，乘积数字人气明显高于质数。
字母偏好与数字偏好关系密切，相关领域研究可追溯至20世纪50年代。1985年比利时心理學家纳丁宣称意外发现人会不知不觉地偏好姓名字母，而且比例显著偏高。这种偏好人称姓名字母效应，在后续数十种語言、文化、字母表环境研究都得到验证，无论请参与者从随机项目选出偏好字母、还是从字母表选六个最喜欢的字母、亦或根据喜欢程度为每个字母打分都不影响结果。纳丁认为姓名字母效应产生是因为人类会下意识地对自身相关事物感兴趣，所以应该会有生日数字效应。

## 原始研究
1997年，研究员北山忍与唐泽真弓发现研究结果一再表明日本人不像欧洲和美国人一样努力维持或提升自尊。针对西方人的研究表明，大部分人误以为自身超越平均水平，成功时自认有功，失败时怪罪他人，而且高估遇到好运的几率，但受访者换成日本人后就没有这种趋势。针对不同文化的研究表明，日本人自尊因失败受损的程度超过因成功促进，与美国人恰恰相反。研究员告诉参与者问题是针对外显自尊，参与者也知道评估项目是个人自尊。北山忍与唐泽真弓对此颇感意外，日本人显然不至对自我毫无正面感情，但不知何故他们不希望外界知晓。两人为此开展新实验并隐藏评估自尊的目标，改为衡量内隐自尊。内隐自尊本质上无法从内省途径检测，不能靠自我汇报直接判断，需要对比受访者对自我相关事物产生的积极与消极思想程度差异。第一次实验照搬纳丁1987年的字母偏好研究，看看日本人是否偏好姓名包含的字母。第二次实验检测日本人是否偏好除年份以外生日包含的数字。

### 研究方法
字母实验共有219名日本本科生参与，研究员邀请他们根据个人喜好为日文的45个平假名打分。参加数字实验的该国本科生提高到269人，实验方法是根据喜好为数字0至49打分。以49为上限旨在掩盖研究真实目的，每个月最多只有31天，如果上限是31可能形成暗示。数字下限由1改成0同样是为伪装。受访者需按六分制评分，一分代表最不喜欢，六分代表最喜欢。参与者填写后还需回答人口统计数据问题，其中包括生日。

### 研究结果
字母偏好研究数据证实姓名字母效应：参与者特别喜欢姓名包含的字母。数字偏好研究数据论证生日数字效应。研究人员对每个数字先排除生日包含该数字的受访者答卷，根据其他人的评分计算平均认可度；接下来以平均认可度为基准线，把每个参与者填写的50个评分对照基准线计算实际偏好程度。各数字平均认可度证明喜欢生日数字的受访者显著偏高，而且在12以上的数字效果更明显。从生日数字偏好程度来看，男子明显不及女子，月份（与平均值仅差0.03）远不及出生日（与平均值差0.77），参与实验的女子普遍比男子更喜欢生日数字。

### 解读
北山忍与唐泽真弓认为，两次实验结果与人偏好自我相关事物的假说最为一致。这种自我偏好不仅包含姓名和生日，还囊括其中字母与数字。人普遍认同自我，大部分对密切关联自我的事物有好感。研究人员认为，大数字的偏好效应显著，这主要是因为大数字在日常生活体现的其他含义较少，基本只同生日有关。
生日数字效应也可能源自多看效應，如果日常生活使用生日数字的频率的确明显偏高，那么生日数字效应就能简单视为人偏好最常见的数字。扎荣茨20世纪60和80年代的实验室研究表明，熟悉程度对偏好影响很大，据此创作新词“多看效应”。但北山忍与唐泽真弓认为，现实生活里遇到生日数字的频率就算比其他数字高也幅度有限，这与其他研究员判断多看效应不足以解释姓名字母效应的观点一致。
北山忍与唐泽真弓得出结论，日本人像美国和欧洲人一样认同自我，但在明确询问时有意掩盖，估计这是因为日本人倾向关注引人反感的负面特征来改善自我。

## 后续研究
北山忍与唐泽真弓的原始研究引起学术界关注，截至2021年已有超四百篇科学论文引用。

### 早期后续研究
后续研究首先着眼文化差异。布拉斯、施密特、琼斯、奥康奈尔以美国本科生为对象复制原始研究。1997年8月他们在芝加哥参加美国心理学会年度大会时递交论文，研究结果同样表明受访者对生日数字青眼相看，而且程度远超日本人，研究人员认为这主要是因为美国人自我认同更强，更倾向自我提升。
1998年北山忍与内田完成第二次后续研究，旨在确定姓名字母与生日数字效应间是否有联系，进而论证北山忍与唐泽真弓的猜想：两种效应是否受同一种力量驱动。研究结果证实猜想，北山忍与内田发现两种效果呈正相关，后世研究证实上述结果。
2000年，博松、斯旺、潘尼贝克检测生日数字、姓名字母等七种内隐自尊指标和四种外隐自尊指标。他们把北山忍与唐泽真弓采用的六分制改成七分制，检测的生日数字不含年份与月份。受访者对生日数字的平均评分比其他数字高0.73。研究人员重新测试内隐自尊的七项指标，生日数字项与另外两项指标结果差不多。研究还表明内隐和外隐自尊之间几乎没有关联，说明两者原理和基础结构不同。

### 后期跟进研究
后期研究主要调查效应在各方面的影响，库尔、狄克斯特霍伊斯、范奈贝伯格利用字母和数字尝试了解偏好如何自动形成。他们把参与者分成两组，第一组需要快速、直观地回答问题来反映偏好；第二组需回答偏好个别数字的原因，分析他们喜欢的数字有什么特点。结果正如研究员预料，受访者经过“思考”再回答问题时就不受生日数字与姓名字母效应影响，这说明人在理智思考后的判断凌驾内隐自尊效应。不同效应间的关联支持上述结论：未经思考的回答表明生日数字与姓名字母效应正相关，但经过“思考”后没有证据表明两者有关联。
琼斯、佩勒姆、米伦伯格、赫茨调查自我面临所谓的“威胁”时生日数字效会如何维系。此前库尔、斯梅茨、范奈贝伯格、狄克斯特霍伊斯的研究已经证明姓名字母效应受感知威胁影响。琼斯、佩勒姆、米伦伯格、赫茨先请部分参与者写下个人缺陷，再把数字偏好与字母偏好任务交给所有参与者完成。结果与过去的研究相符：自尊非常强的受访者感知威胁时会更偏好生日数字与姓名字母。这种现象无法用多看效应解释，但与自我提升潜意识理论相符。
尼克尔、佩德森、罗索研究重要年份是否存在生日数字效应。他们邀请83名本科生以一到七分制为1976至2001共26个年份、12个月份、四季、每天的不同时间打分，为隐藏研究目的还询问受访者的宠物种类。结果表明参与者对出生年份的偏好程度远超出生后四年平均值，同时受访者对高中毕业年份评分明显高于平均值，最喜欢的月份往往就是出生月份。
福克、海涅、竹村氏、张氏、徐氏调查内隐自尊指标面对文化差异是否一直有效。受访者分别来自加拿大和日本，测试项目包括根据个人喜好为数字0至40打分。实验结果表明内隐自尊各项指标几乎没有关联，所以研究人员没有判断文化差异对指标的影响。施蒂格尔与克里赞着眼数字偏好的跨文化差异，特别是圣诞节庆祝日期对数字偏好的影响。他们邀请六个国家的参与者为数字1至36评分，发现12月24日交换圣诞礼物的国家居民特别喜欢24，25日交换礼物的特别喜欢25。研究人员认为，用数字偏好反映个体差异时应考虑文化影响。

## 应用
心理评估以生日数字效应判断内隐自尊，数字偏好任务通常与更流行的字母偏好任务结合，有时合称首字母与生日偏好任务。内隐联想测验是最流行的内隐自尊测试法。
上述测试任务尚无标准实施方法，以最常见的评分任务为例，参与者需根据个人喜好程度为某阈值下所有数字评分，为免受访者想到日期，阈值通常大于31，评分时采用七分李克特量表。判断内隐自尊同样没有标准算法，现有算法至少六种。施蒂格尔、沃拉切克、福曼在分析姓名字母效应元数据时建议采用自比双重校正算法，该算法通常适用于日期和月份。
施蒂格尔、沃拉切克、福曼建议包含字母与数字偏好的任务测评两次，向参与者强调根据喜好程度而非吸引力评分。学界利用数字偏好任务测试不同情境下的内隐自尊，如親職教養、心理习惯。

## 广泛影响
研究人员开展实验室和外部研究，确定生日数字效应是否存在超出个人偏好的大范围影响。佩勒姆、米伦伯格、琼斯调查人生重大决策是否下意识地受姓名字母或生日数字效应影响，这种借内隐自大之名、行生日数字效应之实的调查手段引发争议。怀疑论者认为，字母影响人生重大决策的论点非同一般，需要不同凡响的证据支撑。佩勒姆等人根据美国调查数据认定，城镇名称如果包含数字，当地居民生日包含该数字的比例就特别高。他们发现，生于2月2日、3月3日直到8月8日的人所住城镇名称往往包含这些数字，如威斯康星州马尼托沃克县两河市、密歇根州贝林县三橡树村、福科纳斯等。但尤里·西蒙逊的批判分析质疑上述研究是否可靠，生日数字与地名相符的人数太少，不足以下定论。他以其他途径复制研究，但都无法得出相同结论，生日数字与城镇名称没有显著关联，对比街道号码、地址、公寓编号也一样。
琼斯、佩勒姆、卡尔瓦洛、米伦伯格研究数字偏好对人际吸引力的影响。他们在实验室研究向受访者出示人物文本简介，文件显眼位置带有看似随机的代码，工作人员宣称只是用于追踪文件。半数参与者的生日数字与看到的编码相符（例如生于9月8日的受访者看到文件编码“09-08”），另一半不符，除此以外所有参与者看到的资料内容完全相同，他们需要根据个人喜好对资料描述的人评分，结果表明生日数字与编码相符的受访者评分明显偏高。与对照组相比，生日关联组在测试结束时能更准确地记住代码，但110名参与者仅五人认为代码与生日相符可能有影响。琼斯等人得出结论，生日数字偏好足以影响人际吸引力。佩勒姆与卡尔瓦洛随后利用全州婚姻数据研究人际吸引力，结果表明拥有相同生日数字的夫妇比例特别高。他们还发现新娘选择生日月份和日期举办婚礼的比例特别高。吉安、霍格、达尔、查托帕迪亚研究销售员工作时有意利用生日偏好的现象，向生日相同的潜在客户透露生日，结果表明这能提升成交率。研究人员认为这源自人与他人建立联系的本能需求。伯尔格、梅西安、帕特尔、德尔普拉多、安德森的研究类似，检测生日相同在有求于人时的影响。研究人员促使受访者相信，提出请求的人和他们同一天生日，请求事项是在一夜内评论八页英语论文。对照组只有三成四的受访者同意，生日相同组有六成二。伯尔格等人认为生日相同催生短暂吸引力，参与者因此对请求方产生好感，把他们当朋友对待。此外，针对彩票号码选择大型数据库的分析表明选择生日数字的人比例特别高。
库尔特、格雷瓦尔研究销售和市场营销是否能利用生日数字效应。在线调查向两百多名参与者询问意大利面晚餐广告事宜，商品价值秘密调整为受访者生日日期，例如生于16号的参与者所见广告价格为“39.16美元”。研究人员发现此举显著提升价格认可度与购买意愿，研究纳入自我认知威胁时效果更夸张。库尔特等人据此断定，生日数字偏好直接影响消费者价格认可，最终影响购买意愿。凯勒与吉尔重复库尔特等人的研究，把比萨饼和音乐流媒体广告的价格改成与受访者生日年份和日期相符，但无论用年份还是日期测试都未能重现上述结果。凯勒等人认为这说明触发效应需要先决条件。参与者均生于20世纪最后十年，19.9元至19.99元这类价格在现实生活很常见，也可能导致如此结果。
斯梅茨用姓名和生日开展产品喜好实验。他根据两类信息编造DVD机名称，如针对5月14日出生的玛丽勒设计“DVD-Ma 14”DVD机，对照组的产品名称叫“DVD-Pu 30”。结果表明产品名称如果包含姓名字母或生日数字，对自尊心比较强的参与者购买意愿提升显著。斯梅茨还发现缺乏自尊的参与者情况相反，他们更喜欢与自我无关的产品。

### 脚注
1. ↑  Schimmel 1994，第4, 封底頁.
2. ↑  Bellos 2015，第3頁.
3. ↑  Schimmel 1994，第139頁.
4. ↑  Schimmel 1994，第207頁.
5. 1 2  Bellos 2015，第4頁.
6. ↑  Wells 1997，第67頁.
7. ↑  Dietz 1933.
8. 1 2 3  Kubovy & Psotka 1976，第291頁.
9. ↑  Heywood 1972.
10. ↑  Simon & Primavera 1972.
11. 1 2  Kubovy & Psotka 1976，第294頁.
12. ↑  Wiegersma 1979，第472頁.
13. ↑  Saito 1999，第532頁.
14. ↑  Philbrick 1976.
15. ↑  Kuloğlu et al. 2009，第113頁.
16. ↑  Milikowski & Elshout 1996，第13頁.
17. 1 2  Bellos 2015，第5頁.
18. ↑  Hines 1990，第40頁.
19. ↑  King & Janiszewski 2011，第329–330頁.
20. ↑  Hoorens 2014.
21. ↑  Nuttin 1985，第359頁.
22. ↑  Nuttin 1987，第383頁.
23. ↑  Kitayama & Karasawa 1997，第736頁.
24. ↑  Chambers 2008，第878頁.
25. ↑  Miller & Ross 1975.
26. ↑  Taylor & Brown 1988，第193頁.
27. ↑  Kitayama & Karasawa 1997，第736–737頁.
28. 1 2 3  Kitayama & Karasawa 1997，第737頁.
29. ↑  Greenwald & Banaji 1995，第4,10–11頁.
30. ↑  Spalding & Hardin 1999，第535頁.
31. ↑  Krizan & Suls 2008，第522頁.
32. 1 2  Kitayama & Karasawa 1997，第738頁.
33. ↑  Nuttin 1987，第381頁.
34. 1 2  Kitayama & Karasawa 1997，第739頁.
35. ↑  Kitayama & Karasawa 1997，第738–739頁.
36. 1 2 3 4 5  Bosson, Swann & Pennebaker 2000，第635頁.
37. ↑  Kitayama & Karasawa 1997，第739–740頁.
38. ↑  Kitayama & Karasawa 1997，第738–740頁.
39. ↑  Kesebir & Oishi 2010，第1526頁.
40. ↑  Finch & Cialdini 1989，第222頁.
41. ↑  Greenwald & Banaji 1995，第10頁.
42. 1 2 3  Kitayama & Karasawa 1997，第740頁.
43. ↑  Zajonc 1968，第1頁.
44. ↑  Zajonc 1980，第151頁.
45. ↑  Greenwald & Banaji 1995，第10–11頁.
46. ↑  Kitayama & Karasawa 1997，第737,741頁.
47. ↑  Google Scholar 2017.
48. ↑  Blass et al. 1997.
49. ↑  Kitayama & Markus 1999，第286–287頁.
50. ↑  Kitayama & Markus 1999，第286頁.
51. 1 2  DeHart, Pelham & Tennen 2006，第5頁.
52. 1 2  Bosson, Swann & Pennebaker 2000，第636頁.
53. ↑  Koole, Dijksterhuis & van Knippenberg 2001，第673–674頁.
54. ↑  Koole, Dijksterhuis & van Knippenberg 2001，第675頁.
55. ↑  Koole et al. 1999，第111頁.
56. ↑  Jones et al. 2002，第170頁.
57. 1 2  Pelham, Mirenberg & Jones 2002，第479頁.
58. ↑  Nickell, Pederson & Rossow 2003，第161–163頁.
59. ↑  Falk et al. 2015，第57頁.
60. ↑  Falk et al. 2015，第59頁.
61. ↑  Falk et al. 2015，第66頁.
62. ↑  Stieger & Krizan 2013，第187–188頁.
63. ↑  Stieger & Krizan 2013，第190頁.
64. 1 2  Stieger, Voracek & Formann 2012，第70頁.
65. ↑  Hoorens 2014，第230頁.
66. 1 2  Stieger, Voracek & Formann 2012，第71頁.
67. ↑  Stieger, Voracek & Formann 2012，第76頁.
68. ↑  Verplanken et al. 2007，第534頁.
69. 1 2  Pelham & Carvallo 2015，第692頁.
70. ↑  Jones et al. 2004，第665頁.
71. ↑  Danesi 2012，第84頁.
72. ↑  Pelham, Mirenberg & Jones 2002，第478–479頁.
73. ↑  Simonsohn 2011.
74. ↑  Jones et al. 2004，第672頁.
75. ↑  Jones et al. 2004，第674頁.
76. ↑  Pelham & Carvallo 2015，第706頁.
77. ↑  Jiang et al. 2010，第778頁.
78. ↑  Burger et al. 2004，第37–38頁.
79. ↑  Wang et al. 2016，第247頁.
80. ↑  Coulter & Grewal 2014.
81. ↑  Keller & Gierl 2017，第39–42頁.
82. ↑  Smeets 2009，第47–49頁.